# آلفونس برناند
آلفونس برناند (انگلیسی: Alphonse Burnand; ۲۱ ژانویهٔ ۱۸۹۶ – ۴ دسامبر ۱۹۸۱) قایقران قایق بادبانی اهل ایالات متحده آمریکا بود.